# 紗帽山 (澎湖縣)
23°31′N 119°34′E / 23.517°N 119.567°E
紗帽山，法國人稱為圓頂山（法語： Sommet Dôme），澎湖島第三高峰，由玄武岩所構成，高45公尺。位於澎湖縣馬公市嵵裡里。紗帽山形似烏紗帽，因而取名為紗帽山，附近的聚落正位於紗帽延伸出來類似匙狀冠的位置，所以該聚落當地台語稱為匙內、嵵內，華語即是嵵裡。